# 布蘭德-奧特曼圖

布蘭德-奧特曼圖

布蘭德-奧特曼圖（Bland–Altman plot ，差异图（difference plot)））是常應用於分析化学或生物医学中的一種資料繪圖方法，用於比較兩種不同分析方法之間的一致性。這種圖形在其他領域較常稱為Tukey均值差異圖，但在医学统计学方面是由J. Martin Bland和Douglas G. Altman推廣使用的。  

## 繪圖過程
今設有一由{\displaystyle n}個觀察結果組成的樣本（例：未知體積的物體），以兩種分析方式各對樣本進行測定（續上例，以不同的方法測量體積），得到{\displaystyle 2n}個數據。然後以兩種測量方法結果的平均值為{\displaystyle x}座標，兩種測量方法結果的差值為{\displaystyle y}座標，將這{\displaystyle n}個樣本的數據繪成圖。
故，以這兩種方式測量樣本得到{\displaystyle S_{1}}和{\displaystyle S_{2}}兩個數值，進行繪圖，其笛卡尔坐标{\displaystyle S}如下：
{\displaystyle S(x,y)=\left({\frac {S_{1}+S_{2}}{2}},S_{1}-S_{2}\right).}
若要比較兩組樣本之間的差異，而不考慮它們的平均值，則以檢視兩組測量值的比率為佳。 先將測量資料以2為底數進行對數轉換以後就可以如上述方式繪圖。亦即坐標如下：
{\displaystyle S(x,y)=\left({\frac {\log _{2}S_{1}+\log _{2}S_{2}}{2}},\log _{2}S_{1}-\log _{2}S_{2}\right).}
此版本的图用于MA 图。
統計軟體（Analyse-it 、 MedCalc 、 NCSS 、 GraphPad Prism 、 R 、 StatsDirect或JASP）能用於繪製布蘭德-奧特曼圖。布蘭德-奧特曼圖廣泛用於評估兩種不同儀器或兩種測量技術之間的一致性，例如常用於比較兩種臨床測量方法（測量值本來就可能會有誤差）； 也可將新的測量技術或方法與黃金標準進行比較——就算被稱為黃金標準，也不代表（且也不應該）完全正確無誤。 
使用布蘭德-奧特曼圖也可以發現測量方法之間的系統性差異（固定偏差）或可能的异常值。不同測量方法結果差值的平均值是估計偏差，差值的标准差則可用於評估該平均值的隨機波動。如果進行單樣本t 检验發現差值的平均值與 0 有顯著差異，則顯示有固定偏差。如果存在一致的偏差，可以從新方法中減去平均差異值來調整。通常計算每次比較的95%一致性界限（limits of agreement，亦即差值平均值±差值的1.96標準差），由此可得知對於大多數樣本，以這兩種方法的測量結果可能相差多大。如果差異平均值±1.96 SD 內的差異大小在臨床上並不重要，那麼可將這兩種方法視為可互相替代的方法。不過 95% 一致性界限也可能並非可靠的總體參數估計，特別是樣本數不大之時，所以在比較方法或評估可重複性時，計算 95% 一致性界限的信賴區間非常重要。這可藉由 Bland 和 Altman 的近似法或更精確的方法進行。 

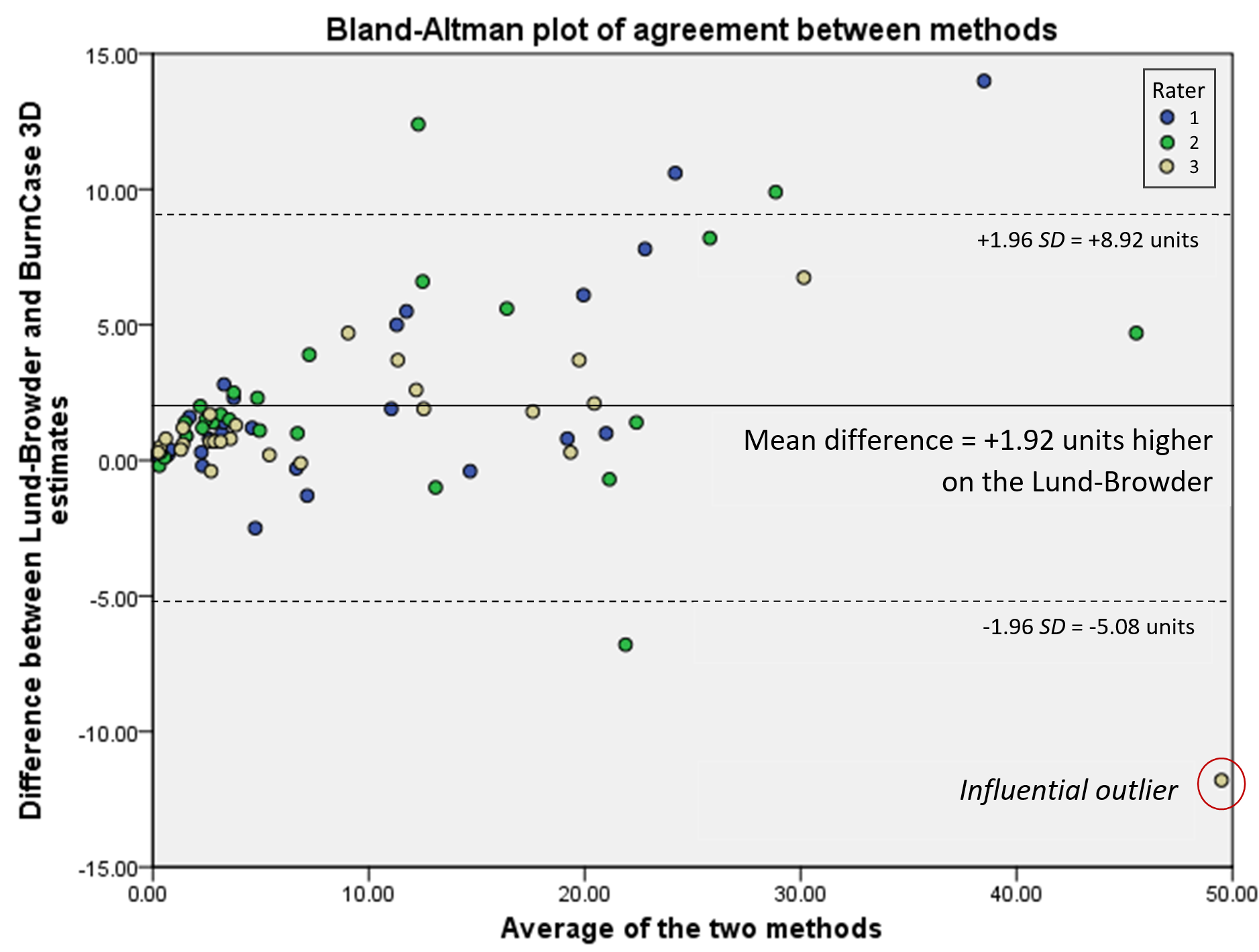
布蘭德-奧特曼圖，顯示可能存在比例偏差

布蘭德-奧特曼圖也可用於研究測量值和真實值之間差異（即比例偏差）的可能關聯性。如有比例偏差，顯示測量範圍這兩種測量方法結果的關係並不一致（即一致性界限取決於實際測量）。如欲評估此關係，可將方法結果之間的差異進行對於方法結果的平均值進行回歸。如發現差值與真實值之間有相關（即迴歸線的斜率顯著）時，應提供基於迴歸的 95% 一致性界限。 

## 其他
1981 年，Eksborg 提出了类似的方法。 该方法基于戴明回归（Deming regression）——由 Adcock 于 1878 年提出的一种方法。
Bland 和 Altman 在《刺胳針》上发表的论文被引用超過23000次，在引用次数最多的 100 篇論文中位列第 29 位。 